# شهرستان ورم (بلژیک)
شهرستان ورم  (به فرانسوی: Waremme) در استان لیئژ در منطقه فدرال والوون در کشور بلژیک واقع شده‌است.

## شهرها
1. برلوز
2. برو
3. کریزنه
4. دونسئل
5. فم
6. فکس-لو-کلوشه
7. ژه
8. انوت
9. لنسان
10. اوره‌ای
11. رومیکور
12. سن-ژورژ-سور-موز
13. ورم
14. اوئسژ